# Нерпо
Нерпо́ — село в Бодайбинском районе Иркутской области. Входит в Бодайбинское муниципальное образование.
Находится на левом берегу реки Витим, в 80 км (по прямой) к юго-востоку от Бодайбо.

## Население
| 2002 | 2010 | 2011 | 2012 | 2014 | 2016 | 2017 |
| ---- | ---- | ---- | ---- | ---- | ---- | ---- |
| 65   | ↘18  | →18  | ↘9   | ↘6   | ↗7   | ↘6   |
| 2021 |      |      |      |      |      |      |
| ↘0   |      |      |      |      |      |      |